# Königsgnad

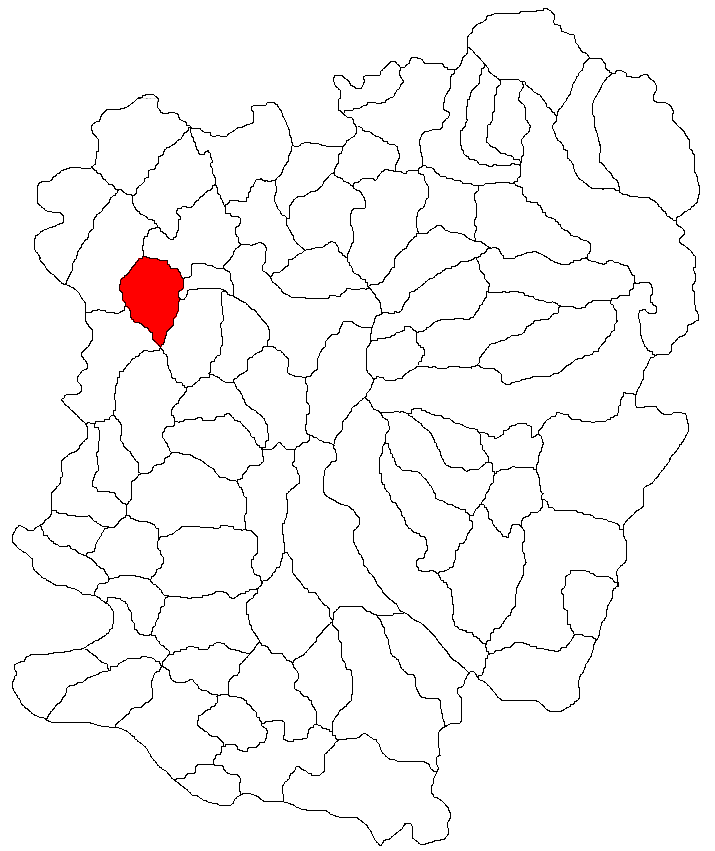
Lage der Gemeinde Doclin im Kreis Caraș-Severin

Königsgnad (deutsch auch Tirol, rumänisch Tirol, ungarisch Királykegye) ist ein Ort im Westen Rumäniens, im Kreis Caraș-Severin im Banat.

## Geografische Lage
Tirol befindet sich im rumänischen Banat, 80 Kilometer südöstlich von Timișoara, in der Nähe von Bocșa und Reșița. Das Dorf liegt 176 Meter über dem Meeresspiegel.

## Nachbarorte
| Măureni   | Fizeș                                       | Bocșa         |
| Ferendia  | Kompassrose, die auf Nachbargemeinden zeigt | Biniș         |
| Jamu Mare | Surducu Mare                                | Doclin/Reșița |

## Etymologie
Am 16. September 1812 erließ Kaiser Franz I. eine Urkunde, wonach die Kolonie den Namen Königsgnad erhielt. Bis dahin waren verschiedene Namen im Umlauf, wie z. B. Tirol, Tiroler Dorf, Neu-Tirol, Tiroler Treue und Tyrol. Der Name Königsgnad blieb bis zum Jahre 1888 erhalten. Im Zuge der Magyarisierung wurde dann aus Königsgnad Királykegye. Nach dem Ersten Weltkrieg kam der Ort zu Rumänien und trägt seitdem (1927) die amtliche Bezeichnung Tirol. Nach dem erlassenen Gesetz der Minderheiten in Rumänien im Jahr 2001 findet man auf dem Ortsschild auch den Ursprungsnamen Königsgnad.

## Geschichte
Während des Tiroler Freiheitskampfs 1809 flüchteten viele Tiroler nach Wien. Aus politischen und wirtschaftlichen Gründen wollte sie Kaiser Franz I. in die ungarische Reichshälfte abschieben. Josef Speckbacher, ein Anführer im Tiroler Freiheitskampf, wurde im Mai 1810 beauftragt, „die Tiroler Flüchtlinge nach Südungarn zu führen und ihnen eine neue Kolonie zu errichten“. Er wählte zusammen mit dem Tiroler Franz Thalguter einen Siedlungsgrund in der Gegend von Fizeș und Doclin aus.
Bereits 1813 hatten viele Ansiedler Königsgnad aufgrund der schlechten Ernte verlassen. Die verbliebenen Einwohner verließen 1818 den Ort zusammen mit Pfarrer Johann Matheus Stuefer und siedelten in die Josefstadt nach Temeswar um. Die angesiedelte Straße bekam den Namen „Tiroler Gasse“, heute Strada Ciprian Porumbescu. So beschloss die Kameraladministration neue Ansiedler nach Königsgnad zu bringen. Schon im Jahr 1814 kamen Familien aus Dognatschka, Steierdorf, Jahrmarkt, Nitzkydorf, Moritzfeld, Temeswar, Werschetz, Zichydorf etc. Es folgten 1817 eine Gruppe Württemberger. 1823 kamen weitere Ansiedler aus Bayern, Böhmen, Mähren, Österreich, Schlesien und 1828 zahlreiche Kraschowäner (kroatischer und bulgarischer Abstammung) aus dem Karascher Komitat.
Nach der Öffnung des Eisernen Vorhanges erhielten die Bauern wieder Grundstücke als Eigentum (zurück). Einwohnern, die das Land nicht in Richtung Deutschland verlassen hatten, wurde mit kräftigen Sachspenden aus Deutschland und Österreich unter die Arme gegriffen. Bis etwa zum Jahr 2005 gab es in der Schule noch Deutschunterricht. Daher beherrscht ein Teil der Einwohner noch die deutsche Sprache.

## Demografie
| 1880 | 1425 | 7   | 21 | 1094 | 303 |
| 1890 | 1457 | 19  | 30 | 736  | 672 |
| 1910 | 1422 | 8   | 36 | 923  | 455 |
| 1930 | 1223 | 17  | 26 | 930  | 250 |
| 1941 | 1175 | 48  | 23 | 732  | 372 |
| 1977 | 898  | 265 | 33 | 448  | 152 |
| 1992 | 730  | 366 | 32 | 222  | 110 |
| 2002 | 642  | 454 | 16 | 110  | 62  |
| 2011 | 561  | 367 | 29 | 77   | 88  |